# Nino des Buissonnets
Nino des Buissonnets (* 24. Juli 2001) ist ein ehemals international erfolgreiches Springpferd der Rasse Selle Français.
Er wurde im Sport von dem Schweizer Weltklassereiter Steve Guerdat geritten und steht im Besitz von Urs Schwarzenbach.

## Abstammung
In der Hengstlinie der Abstammung von Nino des Buissonnets finden sich Vererber verschiedener europäischer Sportpferdezuchten. Nino des Buissonnets Vater, der niederländische Hengst Kannan, ging selbst als Springpferd unter Michel Hécart. Hécart vertrat mit Kannan mehrfach Frankreich in Nationenpreisen und wurde 2005 französischer Meister. Der vom Vollblüter Furioso xx abstammende Furioso II selbst war wie Nino des Buissonnets ein Selle Français, war jedoch in Deutschland stationiert. Furioso II hinterließ eine sehr große Zahl gekörter Söhne, unter diesen etwa der im Springreitsport hocherfolgreiche For Pleasure.
Auf der Mutterlinie ist die Abstammung Nino des Buissonnets stark französisch geprägt. Zu seinen bekanntesten Vorfahren dieser Linie zählt Almé Z. Dieser war zunächst in Frankreich stationiert, wo mehrere Tophengste zu seinen Nachkommen zählten, ehe er in Léon Melchiors Gestüt die Zangersheider Pferdezucht beeinflusste.
| I                                     | II                                 | III                              | IV                                 |
| ------------------------------------- | ---------------------------------- | -------------------------------- | ---------------------------------- |
| Nino des Buissonnets (Selle Français) | Kannan (KWPN)                      | Voltaire (Hannoveraner)          | Furioso II (Selle Français)        |
| Nino des Buissonnets (Selle Français) | Kannan (KWPN)                      | Voltaire (Hannoveraner)          | Gogo Möwe (Hannoveraner)           |
| Nino des Buissonnets (Selle Français) | Kannan (KWPN)                      | Cemeta (KWPN)                    | Nimmerdor (KWPN)                   |
| Nino des Buissonnets (Selle Français) | Kannan (KWPN)                      | Cemeta (KWPN)                    | Wozieta (KWPN)                     |
| Nino des Buissonnets (Selle Français) | Hermine du Prelet (Selle Français) | Narcos II (Selle Français)       | Fair Play III (Selle Français)     |
| Nino des Buissonnets (Selle Français) | Hermine du Prelet (Selle Français) | Narcos II (Selle Français)       | Gemini (Selle Français)            |
| Nino des Buissonnets (Selle Français) | Hermine du Prelet (Selle Français) | Belle du Prelet (Selle Français) | Almé Z (Selle Français)            |
| Nino des Buissonnets (Selle Français) | Hermine du Prelet (Selle Français) | Belle du Prelet (Selle Français) | Tornade du Prelet (Selle Français) |

## Erste Lebensjahre
Nino des Buissonnets Mutter galt als störrisch, sie wurde nicht eingeritten, sondern direkt in der Zucht eingesetzt. Als Hengstfohlen von seinem Züchter Jean-Luc Deroubaix als hässliches Entlein bezeichnet, war er wie seine Mutter selbstbewusst und eigensinnig. Im Gestüt Haras des Princes in der Nähe von Calais wurde Nino des Buissonnets eingeritten und ausgebildet, in dieser Zeit wurde er kastriert.

## Sport
Nino des Buissonnets wurde in jungen Jahren als Pferd für temporeiche Springprüfungen in Frankreich eingesetzt, ehe er vom Baden-Württemberger Manfred Marschall für dessen Sohn Marcel gekauft wurde. Unter Marschalls Bereiter Tim Hoster sammelte Nino erste internationale Erfolge.
Ende 2010 wurde der Wallach von Thomas Fuchs für Urs Schwarzenbach erworben und wurde seitdem von Steve Guerdat geritten.
In der Weltcupsaison 2011/2012 erreichten Guerdat und Nino des Buissonnets Top-3-Platzierungen in Lyon und Bordeaux. Guerdat qualifizierte sich für das Weltcupfinale in ’s-Hertogenbosch, hier sprang er mit Nino des Buissonnets auf den zweiten Platz.
Bei den Olympischen Spielen 2012 in London wurde der Wallach unter Guerdat Olympiasieger. Als einziges Pferd blieb er in beiden Umgängen des Einzelfinals ohne Fehler.
Die Weltcupstarts der Jahre 2013 und 2014 verliefen hoch erfolgreich: Nachdem Guerdat und Nino des Buissonnets im Herbst/Winter 2013 die Weltcupspringen von Oslo, Helsinki und Stuttgart jeweils auf dem zweiten Platz beenden konnten, gewannen sie im Folgejahr in Helsinki. In Oslo und Stuttgart errangen sie jeweils den dritten Platz.
Im Mai 2015 gewannen Steve Guerdat und Nino des Buissonnets den Großen Preis des Nationenpreisturniers von La Baule. Dieser Sieg wurden ihnen jedoch aberkannt, nachdem Nino des Buissonnets positiv auf die verbotenen Substanzen Codein und Morphin getestet wurden. Die Generalsekretärin der FEI wies darauf hin, dass die Proben Oripavin enthielten, welches in keinem veterinärmedizinischen Produkt vorkommt. Positive Befunde kämen regelmäßig durch die Verdauung von Schlafmohnsamen vor. Dies bestätigte sich. Nino des Buissonnets blieb bis zum 19. September 2015 für Turnierteilnehmen gesperrt. Die FEI unterzeichnete am 18. September 2015 abschließende Erklärungen, in welchen Guerdat jeglicher Schuld der Vorsatzes oder der Fahrlässigkeit freigesprochen wurden (Hauptartikel: Steve Guerdat#Sperre).
Vier Jahre nach London war Nino des Buissonnets erneut das Olympiapferd von Steve Guerdat. Bei den Olympischen Sommerspielen in Rio de Janeiro blieben beide erneut in beiden Umgängen des Einzelfinals ohne Fehler. Im anschließenden Stechen verhinderte ein Hindernisfehler eine Podestplatzierung, es wurde der vierten Rang der Einzelwertung. In Folge verkündete Guerdat, dass dies für Nino des Buissonnets das letzte Championat gewesen sei.
Nach den Olympischen Spielen wurde Nino des Buissonnets nur noch auf zwei kleineren internationalen Turnieren in Vorbereitung auf sein letztes Turnier eingesetzt: Guerdat brachte den Wallach letztmals beim CHI Genf im Dezember 2016 an den Start. Ziel war, dass Nino des Buissonnets seine Karriere auf dem Höhepunkt beendet. Im Großen Preis von Genf glückte Steve Guerdat und Nino des Buissonnets der Einzug in das Stechen, so dass die Chance auf eine Wiederholung des Vorjahressieges bestand. Guerdat wählte jedoch die Linie zum zweiten Hindernis zu schräg, so dass es zur Verweigerung kam, beide beendeten den Parcours mit acht Strafpunkten. Im Anschluss an die Prüfung verabschiedeten Reiter und Publikum Nino des Buissonnets aus dem Sport.

## Erfolge

### Championate und Weltcup
- Olympische Spiele
  - 2012, London: 4. Platz mit der Mannschaft und 1. Platz im Einzel
  - 2016, Rio de Janeiro: 6. Platz mit der Mannschaft und 4. Platz im Einzel

- Weltreiterspiele:
  - 2014, Caen: 11. Platz mit der Mannschaft und 11. Platz im Einzel

- Europameisterschaften:
  - 2013, Herning: 5. Platz mit der Mannschaft und 8. Platz im Einzel

- Weltcupfinale:
  - 2012, ’s-Hertogenbosch: 2. Platz
  - 2013, Göteborg: 2. Platz
  - 2014, Lyon: 5. Platz

### Andere (im Auswahl)
- 2010: 1. Platz im Großen Preis von Bietigheim-Bissingen (unter Tim Hoster)
- 2011: 2. Platz im Großen Preis von Pioltello (CSI 3*), 3. Platz im Weltcupspringen von Lyon (CSI 5*-W) mit Nino des Buissonnets, 2. Platz im Grossen Preis von Stuttgart (Weltcupprüfung, CSI 5*-W) mit Nino des Buissonnets, 1. Platz im Nationenpreis von Bratislava (CSIO 3*-W) mit Nino des Buissonnets
- 2012: 3. Platz im Großen Preis von Bordeaux (CSI 5*-W) mit Nino des Buissonnets, 1. Platz im Invitational Grand Prix der Sunshine Tour (CSI 3*) mit Nino des Buissonnets, 1. Platz im Grossen Preis von Rio de Janeiro (CSI 5*)
- 2013: 2. Platz im Weltcupspringen von Oslo (CSI 5*-W), 2. Platz im Weltcupspringen von Helsinki (CSI 5*-W), 2. Platz im Weltcupspringen von Stuttgart (CSI 5*-W), 1. Platz im Grossen Preis von Genf (CSI 5*)
- 2014: 1. Platz im Grossen Preis von Münster (CSI 3*), 3. Platz im Weltcupspringen von Oslo (CSI 5*-W), 1. Platz im Weltcupspringen von Helsinki (CSI 5*-W), 3. Platz im Weltcupspringen von Stuttgart (CSI 5*-W)
- 2015: 2. Platz im Grossen Preis der Schweiz (CSIO 5* St. Gallen), 1. Platz im Grossen Preis von Genf (CSI 5*)
- 2016: 3. Platz im Grossen Preis von Knokke (CSI 5*)

(Stand: 1. September 2016)